# Eje de acción
El eje de acción o eje de miradas es una línea imaginaria que sirve de base o referencia a la hora de planificar la filmación de una acción en un espacio tridimensional. Cualquier elemento que se desplaza está trazando un eje y condicionando el espacio fílmico de toda la acción posterior en ese espacio.

## Creación del espacio fílmico
La realización de una película, grabación de vídeo o cualquier narrativa producida mediante imágenes, tiene como base la deconstrucción/reconstrucción del espacio escénico (lugar físico donde sucede la acción) para transformarse en espacio fílmico (sucesión de planos, escenas y secuencias que la narran en pantalla), es decir, extrapolar una situación real tridimensional a una proyectada en dos dimensiones sobre una pantalla o dispositivo electrónico dotada de ella (cine, televisor, tablet, teléfono inteligente, etc.). La implantación de la imagen 3D no alteró este planteamiento, puesto que no dejaba de ser una proyección 2D contemplada con unas gafas. Otra cosa serán, cuando narrativamente se asienten, los efectos del sistema inmersivo de la realidad virtual, lo cual aún es pronto para valorar.
El lenguaje audiovisual ha de cumplir ciertas reglas o convenciones para conseguir su comprensión por parte del espectador. Quizá las más importantes sean las relativas al eje de acción o de miradas, cuya aplicación es fundamental para una buena narrativa audiovisual. Téngase en cuenta que, a pesar de que la gran mayoría del público actual comprenda una situación en la que no se respeten estas normas, no se debe prescindir de ellas puesto que se trata de un tema que tiene que ver más con la geometría que con la creatividad y, por lo tanto, deja poco margen a la discusión. 
Cualquier movimiento rectilíneo realizado ante una cámara, discurre en una dirección en la pantalla, marcando un eje de acción (y no sólo el movimiento, las miradas también lo hacen) que habrá que respetar siempre para no confundir al espectador.
Cuando se planifica el rodaje de una escena o secuencia, la situación de la cámara en el Plano General es lo primero que hay que decidir puesto que marcará la posición del punto de vista en el resto de los planos. 
El descubrimiento del eje de acción es una de esas aportaciones al lenguaje cinematográfico, realizadas de forma empírica y anónima por los profesionales que se enfrentaban a los problemas de montaje en la moviola y que eran resueltos por la vía de la prueba y el error.
Así nació la llamada Ley del semicírculo o de los 180°, que consiste en delimitar el eje (de acción del sujeto o de miradas) e imaginar a uno de sus lados un semicírculo, dentro o sobre el cual es posible situar la cámara sin problemas; cualquier toma hecha desde el lado elegido del recorrido e incluso desde el propio eje, producirá en la pantalla la misma dirección en el movimiento del sujeto. 
Pero si se ubica la cámara al otro lado del eje de acción, cuando se monte el plano, el sujeto pasará a moverse en dirección contraria en la pantalla. Se habrá producido el salto de eje, intolerable desde el punto de vista de la construcción del espacio fílmico.
La elección del “lado bueno” del eje no es arbitraria. Puede depender de cuestiones como el fondo, la iluminación, el Raccord (continuidad) con la secuencia precedente o posterior, etc.

## Eje de miradas
La línea visual entre dos personajes que se miran, establece un eje que marca los dos posibles semicírculos de situación para las cámaras. Por ejemplo, en una entrevista saltar el eje tiene como consecuencia que al montar la escena los personajes no se miran, sino que se dan la espalda.

## Eje de viaje
Cuando se filma un desplazamiento o viaje en varios planos y diferentes espacios, toda la secuencia debe presentar a los personajes desplazándose en la misma dirección. Se plantea así un eje de dirección o de viaje, que hay que respetar en todos los planos de la secuencia si queremos mantener la sensación de que se parte de un lugar para llegar a otro conocido. No hacerlo así, por ejemplo en una persecución, tiene como consecuencia que los personajes no se persiguen, sino que van a encontrarse. Esta norma se romperá si lo que pretendemos es mostrar, por ejemplo, a alguien que se ha perdido o que no encuentra algo que busca, aprovechando la sensación de confusión que se produce.
Lo mejor es, además, plantear el desplazamiento según la convención geográfica, (Este a la derecha, Oeste a la izquierda), con lo que un personaje que viaja de Madrid a Lisboa, será visto en pantalla desplazándose de derecha a izquierda.
Otra convención no escrita pero que se sigue habitualmente, es mostrar en pantalla los viajes de ida de izquierda a derecha y los de regreso de derecha a izquierda.

### Libros
- Arijon, Daniel (1992).  Autor-editor, ed. Gramática del lenguaje audiovisual. ISBN 9788460085225.

- Burch, Noel (2008). Praxis del cine. Barcelona: Fundamentos. ISBN 9788424510145.

- Castillo Pomeda, José María (2016). Televisión, Realización y Lenguaje audiovisual (3ª edición). Madrid: Instituto de Radiotelevisión,RTVE. ISBN 9788488788962.

- Millerson, Gerald (2008). Realización y Producción de televisión. Barcelona: Omega. ISBN 9788428214674.

- Sánchez, Rafael C. (1970 1ª ed). Montaje cinematográfico. Arte de movimiento. Santiago de Chile-Tucuman: Ed. U. C. De Chile /Pomaire-2ª Ed. La Crujía. ISBN 978-987-1004-38--6.

- Sánchez-Biosca, Vicente (1996). El montaje cinematográfico: teoría y análisis. Barcelona: Paidos Ibérica. ISBN 9788449303197.

### En línea
- Ripoll, Xabier. «El espacio en el cine» (en español-catalán). Consultado el 20 de diciembre de 2017.
- Castillo, José María. «La convención geográfica. Ejemplo: El honor de los Prizzi (J. Houston).». Madrid. Consultado el 20 de diciembre de 2017.
- Taller de escritores. «El eje de acción. Una técnica de película». Archivado desde el original el 1 de diciembre de 2017. Consultado el 20 de diciembre de 2017.
- Castillo, José María. «Eje de viaje. Ejemplo: Los Aristogatos (Walt Disney).». Madrid. Consultado el 20 de diciembre de 2017. (enlace roto disponible en Internet Archive; véase el historial, la primera versión y la última).
- Castillo, José María. «El eje en la entrevista». Madrid. Consultado el 20 de diciembre de 2017.
- Filmosofia (31 de julio de 2013). «El salto de eje». Consultado el 20 de diciembre de 2017.

- Datos: Q48790443